# Fondation Casip-Cojasor
La Fondation Casip-Cojasor, reconnue d’utilité publique, est née en 2000 de la fusion du Comité d’action sociale israélite de Paris (CASIP), fondé en 1809, et du Comité juif d’action sociale et de reconstruction (COJASOR) fondé en 1945.
Elle a pour but de répondre aux besoins sociaux des personnes en difficulté de toutes origines et en particulier celles de la communauté juive.
Elle gère un service social de 42 travailleurs sociaux, soutient environ 20 000 personnes, habille 4 000 personnes, obtient des indemnisations pour les rescapés de la Shoah et dirige plusieurs établissements d’accueil : maisons d’accueil pour personnes âgées à Paris, Créteil, Aix-les-Bains et Nice, foyers pour handicapés mentaux, haltes-garderies, hôtels sociaux, maisons de la culture pour les seniors. Elle accorde des bourses et des prêts aux étudiants.

## Comité de bienfaisance israélite de Paris (CBIP) / Comité d’action sociale israélite de Paris (Casip)

### Institution consistoriale (1809-1887)

#### Naissance du Comité de bienfaisance israélite de Paris
Le Comité de bienfaisance israélite de Paris, nommé initialement, « Société d’encouragement et de secours » est fondé par le Consistoire le 24 octobre 1809,. Il s’inscrit dans le mouvement de centralisation et d’organisation du culte israélite initié par Napoléon Ier. Il s’agit, pour le Consistoire, d’unifier les sept sociétés de secours mutuelles, ‘hevrot, chargées d’aider les pauvres et de rendre les derniers devoirs aux morts. À l’instar des ‘hevrot, le Comité a mis en place des conditions restrictives d’admissibilité. Initialement, le Comité se consacre à la répartition des aides financières aux indigents, à la surveillance et à la mise en apprentissage des jeunes, à la distribution des secours et à l’organisation des inhumations.

#### Ressources
Le règlement de 1809 tombe rapidement en désuétude notamment parce qu’il ne prévoit pas un contrôle strict des dépenses. L’arrivée à la présidence de Baruch Weill va donner une nouvelle impulsion. Le 15 juin 1839, un nouveau règlement est adopté qui introduit des outils de contrôle, des moyens supplémentaires pour multiplier les recettes et de nouveaux services pour répondre aux besoins des nécessiteux de plus en plus nombreux (legs, donations, souscriptions, quêtes, loterie, création de fondations).
Ainsi, lors de la création du Comité, en 1809, 300 nécessiteux parmi les 2 800 juifs vivant à Paris demandent des secours à la nouvelle institution. Au milieu du siècle, ils sont près de 10 000, dont un sur cinq (soit 2 000) vit dans un total dénuement.

#### Dirigeants
Le recrutement des premiers administrateurs du CBIP est à peu près calqué sur celui du Consistoire : il concerne une majorité de banquiers et de commerçants d’âge mur. Le renouvellement des membres est fréquent car la tâche, très accaparante, est moins honorifique que celle d’administrateur du Consistoire.
Au cours des années 1830, une génération jeune et bien formée est en âge de prendre la relève. Elle se recrute parmi des personnalités empreintes d’un idéal de progrès. Des banquiers, hommes d’affaires et hommes politiques, tous philanthropes, modernisent l’institution et fondent écoles, dispensaires et hôpitaux. Parmi les administrateurs du Comité, plusieurs d’entre eux sont des hommes d’affaires de renom, mettant leur talent et leur notoriété à son service, tels Adolphe Crémieux, Michel Goudchaux, Albert Cohn et la famille Rothschild.

#### Activités du Comité
Le règlement de 1839 prévoit de s’occuper de toute la population nécessiteuse israélite vivant à Paris. Pour accomplir cette mission, le Comité procède à une diversification de ses services implantés dans plusieurs quartiers de Paris et adaptés à toutes les étapes de la vie juive.
Le Comité met en place un service de distribution de pain, de viande, de secours en argent et de combustibles pour se chauffer. En 1855, il organise un vestiaire.
L’Œuvre des loyers est instaurée par le baron et la baronne Nathaniel de Rothschild et permet à une cinquantaine de familles par an de bénéficier du paiement complet ou partiel de leur loyer.
En 1850, Albert Cohn, trésorier du CBIP, propose la création d’une caisse de prêts.
Les ouvriers et les nécessiteux peuvent consommer des repas chauds dans des « fourneaux alimentaires », situés rue Malher, rue Ferdinand-Duval et rue Ordener.
Un service de mohalim (circonciseurs) est créé par le Comité ; il a pour objet d’assurer aux familles indigentes l’assistance d’un opérateur médecin lors de la circoncision.
Le Comité organise des repas de Séder, lors de Pessa'h (Pâque juive) et fait venir des palmes et des cédrats de Gênes, en Italie, pour les vendre à la communauté lors de la fête de Souccot (la Fête des cabanes). Il en attribue les bénéfices aux indigents nécessiteux.
Dans la première moitié du XIXe siècle, le Comité fournit de la farine aux boulangers, distribue des azymes aux indigents et vend des matzoth (pains azymes) aux particuliers.

#### Indigents aidés par le Comité
À la fin du XIXe siècle, plusieurs œuvres sont créées pour venir en aide aux personnes âgées. La maison de retraite pour femmes israélites, fondée par Moïse Léon en souvenir de son épouse, en 1883, 46 boulevard de Picpus, dans le 12e arrondissement, fait l’objet d’une donation au Comité de bienfaisance en 1888. Le but de la Fondation Moïse Léon était d’offrir à 24 femmes israélites, âgées de 60 ans au moins, qui disposent de peu de ressources, un logement gratuit et, pour une somme minime, la nourriture, le chauffage et l’éclairage.
En 1974, la Maison Moïse Léon a été démolie pour faire place à un foyer logements moderne de 44 studios, construit par l’ASH. Le foyer Moïse Léon a ouvert ses portes en 1978. Agréée en juillet 1981, la résidence peut accueillir des personnes prises en charge par l’Aide sociale. La résidence répond aujourd’hui à une demande de personnes vieillissantes, d’une moyenne d’âge de 80 ans, qui peuvent garder leur autonomie et continuer à développer des relations sociales.
Le Comité a aussi pour prérogative d’assister les malades. Il règle les frais de médecins et de médicaments. En 1842, il crée le premier hôpital juif, rue des Trois-Bornes, dans le 11e arrondissement, puis sous son impulsion, James de Rothschild crée l’Hôpital Rothschild- Fondation James de Rothschild au 76, rue de Picpus dans le 12e arrondissement de Paris.
Des dots sont distribuées aux jeunes filles nouvellement mariées. L’Œuvre de la cagnotte des enfants leur permettent de bénéficier d’un trousseau de mariage. Les femmes enceintes sont suivies par des sages-femmes et reçoivent, après leur accouchement, des secours en nature (layettes) et en argent. Une soupe et des vêtements sont distribués, en hiver, aux enfants de certaines écoles communales et consistoriales. Lors de leur bar-mitzvah, les garçons reçoivent des vêtements de cérémonie.
Le CBIP organise des séjours à la campagne grâce aux Œuvres des séjours à la campagne ou à l’Œuvre de la cagnotte des enfants.
Dès sa création, le Comité s’occupe de placer des enfants dans des familles d’accueil. Pour remédier à un suivi inégal, grâce à l’aide financière de Salomon de Rothschild et de ses héritiers, une maison est aménagée en 1857, au 4 bis rue des Rosiers pouvant recevoir une cinquantaine d’enfants. En 1874, la baronne James de Rothschild fait construire un véritable orphelinat au 7 de la rue Lamblardie, pouvant accueillir 100 enfants.

### Laïcisation du Comité
À la fin du XIXe siècle, plusieurs œuvres sont créées pour venir en aide aux personnes âgées. La maison de retraite pour femmes israélites, fondée par Moïse Léon en souvenir de son épouse, en 1883, 46 boulevard de Picpus, Paris 12e, fait l’objet d’une donation au Comité de bienfaisance en 1888. Le but de la Fondation Moïse Léon était d’offrir à 24 femmes israélites, âgées de 60 ans au moins, qui disposent de peu de ressources, un logement gratuit et, pour une somme minime, la nourriture, le chauffage et l’éclairage.
En 1900, en un moment où l’on commence à préparer la séparation des Églises et de l'État, le Conseil d’État encourage le Comité à se séculariser. Il cesse alors la distribution des pains azymes et l’organisation de Seders (repas inauguraux de Pâque), supprime ses subventions aux bains religieux et à son service de mohalim. Mais, avec l'évolution de la jurisprudence, certaines traditions finissent par réapparaître dans les années 1930, notamment la distribution des azymes et la célébration du Seder au fourneau alimentaire.

### Face à l’immigration (1880-1941)

#### Immigration russe
Dès le XIXe siècle, le Comité de bienfaisance israélite de Paris se trouve confronté à l’arrivée massive de juifs en provenance d’Europe centrale et orientale qu’il faut aider dans l’urgence. Les pogroms de 1881 et de 1903 et la révolution russe de 1905 provoquent de très importantes vagues d’émigration de juifs russes. Entre 1881 et 1914, 100 000 d’entre eux arrivent en France dont environ 35 000 à Paris ; ils représentent alors la moitié des juifs de la capitale. Le Comité se fait un devoir de les aider en leur fournissant nourriture et logements.

#### Immigration d’Europe de l’Est et d’Allemagne
Dans l’entre-deux-guerres, la France devient le plus grand pays d’immigration juive à la suite de la fermeture des frontières dans plusieurs pays d’Amérique, dont les États-Unis. Environ 200 000 juifs se fixent en France entre 1906 et 1939. Les trois quarts viennent d’Europe orientale, le quart restant, majoritairement des Balkans, puis, dans une moindre proportion, d’Allemagne, d’Autriche et de Tchécoslovaquie après l’arrivée de Hitler en 1933.
Les immigrants juifs se regroupent à Paris en fonction de leur origine, pour constituer des «Sociétés d’originaires », landsmanshaftn en yiddish. De son côté, le Comité assiste les nouveaux immigrants dans la mesure de ses capacités financières. Dans les années 1930, la question de l’aide aux réfugiés juifs allemands suscite d’importants débats entre les administrateurs du Comité, notamment à cause de l’accroissement de l’antisémitisme et de la crise économique.

### Dissolution du Comité (1941-1944)
À la suite de l’occupation allemande, le Comité est dissous le 7 mars 1942 par le gouvernement de Vichy. Ses locaux et ses biens sont transférés à l’Ugif (l’Union générale des israélites de France), organisme créé par une loi française du 29 novembre 1941 à la demande de l’Allemagne et dirigé par Raymond-Raoul Lambert, précédemment secrétaire général du Comité national du secours aux réfugiés allemands. L’Ugif disparaît à la Libération, le 12 septembre 1944, et le CBIP reprend ses activités le 12 février 1945,.

### Évolution du Comité après la Seconde Guerre mondiale (1944-1974)

#### Institution se professionnalisant
Sous l’influence des associations de secours américaines, l’action sociale commence à se professionnaliser en France après la Première Guerre mondiale. Les dames patronnesses bénévoles sont peu à peu remplacées par des infirmières visiteuses, puis par des assistantes sociales professionnelles.
C’est en 1950 que le CBIP emploie pour la première fois une assistante sociale diplômée. Dans les années 1960, elles sont au nombre de 10, diplômées d’État ou sortant de l’école Paul Baerwald, établie par le JOINT (American Jewish Joint Distribution Committee) à Versailles.
De nouvelles techniques de travail social sont pratiquées, notamment celle du « case work » où l’accent est mis sur la psychologie et les apports de la psychanalyse permettant aux travailleurs sociaux de prendre en compte les traumatismes des assistés.
À la bienfaisance traditionnelle, devenue obsolète tant dans ses méthodes que dans son esprit, se substitue un véritable travail social. Les membres du Comité, entérinant l’évolution et voulant la rendre manifeste, changent le nom de l’institution pour lui donner celui de Comité d’action sociale israélite de Paris (Casip) en 1963.

#### Accueil des juifs d’Afrique du Nord
Après la Libération, l’activité de plusieurs organisations d’action sociale juives comme le Cojasor, l’Œuvre de protection des enfants juifs (l’Opej), le Service social des jeunes (SSJ) ou l’Œuvre de secours aux enfants (OSE) réduit le champ d’action du Comité de bienfaisance. À partir des années 1950, en accord avec le Fonds social juif unifié (FSJU) - créé en 1949 par le JOINT (American Jewish Joint Distribution Committee) et les associations sociales de la communauté pour collecter et répartir les fonds aux œuvres sociales juives françaises - le CBIP se concentre sur l’accueil et l’intégration des immigrés nord-africains.
À partir du milieu des années 1950, le CBIP accueille de plus en plus de familles venues d’Afrique du Nord. En 1956, lors des indépendances de la Tunisie et du Maroc et en pleine guerre d’Algérie, ce sont 1 050 nouvelles familles (soit environ 4 000 personnes) qui sont reçues par les assistantes sociales.
50 % de la population juive rapatriée ou émigrée d’Afrique du Nord s’installe à Paris et dans sa banlieue. En coopération avec le Fonds social juif unifié et en particulier son bureau d’information et d’orientation, le BIO, le CBIP prend en charge l’accueil de milliers de juifs venus du Maghreb, leur apportant une aide à l’intégration et un soutien matériel aux familles.
Des institutions ouvrent pour accueillir des enfants et des étudiants nouvellement arrivés à Paris. En 1956, à sa création, le Centre de Belleville abrite un Talmud Torah (classes d’instruction religieuse). Peu à peu, il évolue en foyer, proposant en plus de l’enseignement, des activités variées et des sorties les jeudis (à l’époque jour de congé) et les dimanches.
En 1965, est créé un foyer situé dans l’immeuble de la Fondation Fernand Halphen, 10 - 12 rue des Deux-Ponts, destiné à recevoir des enfants à la sortie de l’école, à leur donner un goûter et à les aider à faire leurs devoirs de classe.
En 1954, le Comité transforme le Toit familial de la rue Guy-Patin réservé à des jeunes filles avant la Seconde Guerre mondiale, en un foyer pour étudiants, venant essentiellement d’Afrique du Nord.

### Développement du Casip (1974-2000)
À partir de 1989, l’État instaure le RMI, le revenu minimum d'insertion, et inclut dans son dispositif le Casip. La présidence d’une des commissions locales d’insertion est confiée à son directeur général.
Depuis 1899, le siège du Casip se trouvait au 60 rue Rodier, Paris 9e. En 1990, la plupart des services et des établissements du Casip s’installent rue de Pali-Kao, Paris 20e.

## Comité juif d’action sociale et de reconstruction (Cojasor)

### Naissance du Cojasor (1944-1945)
À la fin de la Seconde Guerre mondiale, les pouvoirs publics ont pour priorité de rapatrier les prisonniers et les déportés. En revanche, peu de mesures concrètes sont prises en faveur des juifs rescapés des camps nazis, réfugiés en France. L’American Jewish Joint Distribution Committee (JOINT) impulse, en mars 1945, la création du Cojasor (Comité juif d’action sociale et de reconstruction) afin de centraliser l’aide matérielle et morale apportée jusque-là aux survivants de la Shoah en France par :
- la FSJF (Fédération des sociétés juives de France), comité d’assistance aux réfugiés datant de 1928 ;
- le CAR (Comité d’assistance aux réfugiés), fondé en 1936;
- le CGD (Comité général de défense), constitué durant la guerre[9].

### Activités du Cojasor (1945-1950)

#### Aide d’urgence
Dès 1945, avec le soutien financier du American Jewish Joint Distribution Committee, le Cojasor s’établit dans 44 villes de France. Il s’occupe des juifs français rescapés et des réfugiés d’Europe de l’Est à la recherche d’un asile ou en route vers un pays d’accueil. Pour les accueillir, un service particulier est créé, le SSI (Service spécial des immigrants), qui accueille entre 1945 et 1952 plus de 75 000 personnes.
À la sortie de la guerre, les logements manquent pour installer décemment les survivants. Beaucoup de familles sont placées par le Cojasor dans des centres, dont 11 à Paris et 3 en province. Ces centres étant en nombre insuffisant, le Cojasor louera des chambres dans 300 hôtels pour héberger les immigrants sans enfant.
Dans la France d’après-guerre où les conditions alimentaires demeurent difficiles, le Cojasor veut avant tout mettre fin au régime de famine qu’ont connu la plupart des rescapés et ouvre des cantines à Paris et en province. Les familles qui ne peuvent fréquenter les cantines reçoivent des colis alimentaires. D’importants stocks de vêtements neufs fournis par le JOINT permettent d’habiller les survivants souvent en haillons.
Des aides financières sont également accordées soit sous forme d’allocations journalières, soit sous forme de prêt à taux zéro pour démarrer, par exemple, une entreprise commerciale ou artisanale ou acheter du mobilier.

#### Création de maisons de repos, de vieillards et de centre d’hébergement
Beaucoup de déportés, de réfugiés, d’immigrants sont en mauvaise santé et ont besoin de soins particuliers. Des maisons de repos sont ouvertes à leur intention dans plusieurs régions de France.
Dès la fin de la guerre, des établissements situés à Aix-les-Bains, à Lacaune dans le Tarn, à Felletin dans la Creuse, à Bassillac en Dordogne, à Condat en Haute-Vienne, accueillent des personnes âgées isolées, ayant passé de longues années dans les camps de concentration de Rivesaltes, de Gurs ou du Vernet. Leur nombre ne cesse d’augmenter passant de 42 résidents en 1945 à 500 dix ans plus tard.
En 1950, les maisons de Felletin, Lacaune et Bassillacont fermées, d’une part parce que leurs baux viennent à expiration et, d’autre part parce qu’elles sont éloignées des communautés juives. Les pensionnaires de ces maisons sont alors transférés à Aix-les-Bains et dans une maison de convalescence située sur les hauteurs de Nice.

#### Reclassement et orientation professionnelle
Un service de reclassement et d’orientation professionnelle oriente les survivants vers des centres d’apprentissage accéléré pour acquérir un nouveau métier. Les écoles de l’ORT (Organisation Reconstruction Travail) et de l’Hefud (Fédération interprofessionnelle et inter-œuvre pour l’habillement des enfants de fusillés et déportés) tiennent un rôle central en prodiguant des formations en adéquation avec l’évolution du marché du travail. Le Cojasor accorde souvent des bourses d’études pour la durée de l’apprentissage. En liaison avec les services de placement officiels, le Cojasor s’efforce de trouver du travail à tous ceux qui ont un métier.

### Accueil des juifs immigrés d’Égypte
Dès l’automne 1956 et jusqu’en 1961-1962, après la crise du canal de Suez, une première vague de juifs venus d’Égypte gagne la France. La deuxième arrive en 1967-1968 à la suite de la guerre des Six Jours. Dès leur arrivée à Marseille, la majorité des Égyptiens sont répartis dans une centaine d’hôtels du Midi de la France. En février 1957, le Cojasor, en accord avec les autorités gouvernementales, décide de les aider à s’installer dans les villes de province où existent d’actives communautés juives. Ils trouvent ainsi des habitations et un reclassement professionnel. En 1960, les juifs égyptiens obtiennent le statut de réfugiés par le Haut Commissariat des Nations unies pour les réfugiés. Grâce à ce statut, ils bénéficient d’un Fonds commun cofinancé par le Service social d’aide aux étrangers, organisme d’État, le JOINT et le HCR, dont l’administration revient au Cojasor. Près de 10 000 juifs d’Égypte en bénéficient et sont relogés et intégrés dans la vie économique et sociale française,.

### Accueil des juifs immigrés d’Europe de l’Est
Les Hongrois fuient l’occupation de la Hongrie par l’URSS en 1956. 322 familles hongroises, totalisant 627 personnes, sont reçues par le Cojasor entre 1956 et 1958.
Les juifs polonais sont victimes d’une nouvelle vague d’antisémitisme dans les années 1950-1960. Un fonds spécial est créé par le JOINT pour les loger en France. Ainsi, 75 familles polonaises suivies par le Cojasor réussissent à s’installer.
Des réfugiés de Roumanie, de Tchécoslovaquie, d’URSS et du Liban sont accueillis par le Cojasor au cours des années 1970, mais en nombre réduit. Beaucoup préfèrent d’autres destinations à la France qui subit alors de plein fouet la crise économique.

### Maisons pour personnes âgées
En 1949, le bureau national du Cojasor se lance activement dans la quête d’un lieu capable d’accueillir quelque 120 personnes âgées hébergées après la Seconde Guerre mondiale dans des hôtels loués par le Cojasor dont les baux sont arrivés à échéance. Le Cojasor trouve à Nice la Maison la Colline. La promesse de vente est signée le 21 juillet 1949. À l’instar des autres maisons pour personnes âgées du Cojasor, La Colline est agréée par le Ministère de la santé publique et de la population en 1951. L’augmentation de la moyenne d’âge des pensionnaires a conduit à adapter la résidence aux besoins d’hébergement des personnes invalides ou valides. En 1993, des travaux de rénovation de la Colline ont donné lieu à une cérémonie d’inauguration au cours de laquelle l’établissement a été rebaptisé Centre Ignace Fink, nom du Directeur du Cojasor de 1947 à 1990. En 2008, l’établissement est agrandi et permet d’accueillir 176 résidents.
En mars 1951, le Cojasor a fait l’acquisition des Jardins de Marlioz à Aix-les-Bains (Savoie), pour héberger 30 personnes, notamment des survivants de la Shoah et des réfugiés des pays d’Europe de l’Est. Répondant à l’urgence des demandes avec l’arrivée des flots d’immigrants en provenance d’Égypte ou d’Afrique du Nord, le Cojasor reçoit un terrain supplémentaire dans les années 1960, construit de nouvelles ailes, jusqu’à pouvoir accueillir 110 résidents. La résidence comporte une section pour personnes âgées valides et un centre gériatrique. Dans les années 2000, une grande partie des Jardins de Marlioz sont reconstruits. Un nouveau bâtiment de 56 lits, pour des malades d’Alzheimer, et le bâtiment principal, ancien mais totalement rénové, peuvent accueillir au total 80 résidents.
En 1984, le Cojasor assume la gestion du foyer-logements pour personnes âgées, la villa Jacob, à Nice. Construit grâce au financement de l’Action Sociale pour l’Habitat sur l’initiative du Fonds social juif unifié, la résidence villa Jacob, située dans le quartier de Cimiez, présente un ensemble de 38 studios pouvant loger 42 personnes. Ce foyer-logements est destiné aux personnes valides et autonomes.

### Développement de services pour personnes âgées
Au cours des années 1960, le Cojasor a développé son travail auprès de personnes âgées, en proposant en 1965 un service d’aide-ménagère, l’Adiam (Association pour l’aide à domicile des israélites âgés et malades) et de gardes à domicile, la Gadcom (Garde à domicile communautaire).

### Service de mandataires judiciaires à la protection des majeurs
À la suite de la suppression en 1972 du service de « l’Administration provisoire des biens des Malades mentaux des hôpitaux psychiatriques de la Région parisienne », la Préfecture de Paris transmet la charge d’une dizaine de personnes en long séjour en hôpital psychiatrique, toutes victimes rescapées du nazisme, au Cojasor. Ainsi est créé un service de tutelles aux incapables majeurs. En 1992, l’activité du service des tutelles s’est accrue grâce aux aides financières de l’État. L’activité de ce service est ainsi passée de 16 mesures en 1991 à plus de 260 mesures en 2013.

## Fondation Casip-Cojasor

### Fusion entre le Casip et le Cojasor
En 2000, le Casip et le Cojasor fusionnent en une seule entité pour fonder la Fondation Casip-Cojasor. Tout en poursuivant l’œuvre des deux associations fondatrices, la Fondation Casip-Cojasor développe de nouveaux établissements et services pour répondre aux besoins des usagers.

### Principes de la Fondation
La Fondation Casip-Cojasor assure la pérennité des buts et de l’héritage moral des associations fondatrices, le Casip et le Cojasor, conformément à ses statuts qui précisent que son objectif est de « répondre par tous les moyens appropriés aux besoins sociaux des personnes en difficulté, en particulier celles de la communauté juive, quels que soient leur âge, leur nationalité ou leur lieu de résidence. Dans le domaine social, la Fondation Casip-Cojasor prend en compte l’ensemble des besoins des usagers (…). La Fondation agit dans un esprit d’ouverture à l’égard de tout demandeur qui aurait besoin de ses services, sans distinction de religion ou de nationalité ».

### Services sociaux
C’est autour des services sociaux que se sont constituées les deux associations fondatrices, afin de répondre aux besoins individuels de familles en difficulté, de personnes âgées ou de réfugiés.
Les services sociaux comptent 62 collaborateurs, dont 42 travailleurs sociaux, qui ont en charge plus de 20 000 usagers.
La Fondation distribue des bourses Pessa et Rebecca Blumenkof, Zanéa-Cobilovici, Lucien Caroubi et des prêts Fanny Schwarzmann à des étudiants.

### Établissements
Au début de l’année 1998, le Casip obtient de la Ville de Paris l’accord pour l’acquisition d’un terrain (11 bd Sérurier, Paris 19e) dans le but de construire une maison d’accueil pour personnes âgées dépendantes de 80 lits. La résidence Amaraggi ouvre ses portes le 11 juin 2001. Depuis l’ouverture, la résidence accueille des personnes dépendantes.
Le projet de la Maison d'Accueil des Personnes Âgées Dépendantes (MAPAD) Claude Kelman, du nom de l’ancien résistant et Président du Cojasor, est à l’initiative de la communauté juive de Créteil et de l’association AVOT. La réalisation a été confiée à la Fondation Casip-Cojasor en 2000. Située rue Roger Salengro à Créteil, la résidence ouvre ses portes en décembre 2002. L’établissement permet d’accueillir 75 résidents dont 15 personnes atteintes de la maladie d’Alzheimer.
En 2012, un établissement pour handicapés mentaux vieillissants (60 logements), le foyer Brunswic, ouvre ses portes au 56 rue du Surmelin à Paris 20e. Le foyer est à la fois un foyer de vie pour 40 personnes valides, mais compte une section FAM (foyer d’accueil médicalisé) pour 20 handicapés mentaux physiques dépendants. Le Foyer Brunswic accueille les résidents à partir de 45 ans et jusqu'à la limite d'âge de 60 ans, car la population des handicapés mentaux vieillit beaucoup plus rapidement.
La Maison des seniors et de la culture Bluma Fiszer, ouverte en 2012, est un lieu de rencontre et de partage située rue Charles-Baudelaire dans le 12e arrondissement de Paris, destinée à des personnes âgées.
Aujourd’hui, la fondation gère quatre établissements d’hébergement pour personnes âgées dépendantes (EHPAD) et deux foyers-logements. Les EHPAD peuvent accueillir toutes les catégories de personnes âgées valides ou non, et disposent chacun d’une unité de vie réservée aux personnes atteintes de troubles de l’orientation (maladies d’Alzheimer et apparentées).
Il s’agit des résidences Ignace-Fink - La Colline à Nice, Les Jardins de Marlioz à Aix-les-Bains, Amaraggi à Paris 19e, Claude Kelman à Créteil. Les Foyers-logements pour personnes âgées Villa Jacob à Nice et Moïse Léon à Paris 12e arrondissement de Paris accueillent des personnes valides.
D’autres établissements sont destinés à des populations plus ciblées : la halte-garderie Suzanne et David Lévy à Paris 20e, la Résidence pour handicapés mentaux Michel Cahen à Paris 20e, le service d’accompagnement à la vie sociale (SAVS) à Paris 20e, l’hôtel social Midi-hôtel à Paris 12e, la maison des seniors et de la culture Bluma Fiszer et le Foyer Brunswic pour handicapés mentaux, vieillissants.

### Financements
Suit la répartition du financement en 2012.
- Établissements participation des résidents payants : 34%
- Établissements sous tutelles – Aide sociale : 24%
- Libéralités, dons et legs : 14%
- Revenus de la Fondation : 11%
- Produits exceptionnels : 7%
- Subventions publiques et privées : 6%